# Gersheim
Gersheim − miejscowość i gmina w zachodnich Niemczech, w kraju związkowym Saara, w powiecie Saarpfalz.

## Geografia
Przez gminę przepływa rzeka Blies. Gersheim znajduje się ok. 25 km na południowy wschód od Saarbrücken. Leży tuż przy granicy z Francją, na długości 13 km stykając się z francuskim departamentem Mozela. Niedaleko miejscowości leżą Blieskastel oraz Bexbach.
Powierzchnia gminy wynosi 57,48 km². Wysokość wynosi 233 m n.p.m. 31 grudnia 2010 roku populacja gminy wynosiła 6 838 mieszkańców.
W głównej części miasta znajduje się duży obszar plantacji orchidei, tzw. Orchideengebiet (pol. Zagłębie Orchidei). Każdego lata do Gersheim przyjeżdżają grupy polskiej młodzieży, uczestniczącej w kursach językowych. Gmina częściowo leży w rezerwacie biosfery.

## Współpraca
Miejscowości partnerskie:
- Bazancourt, Francja
- Porąbka, Polska